# Zur Lauenburg

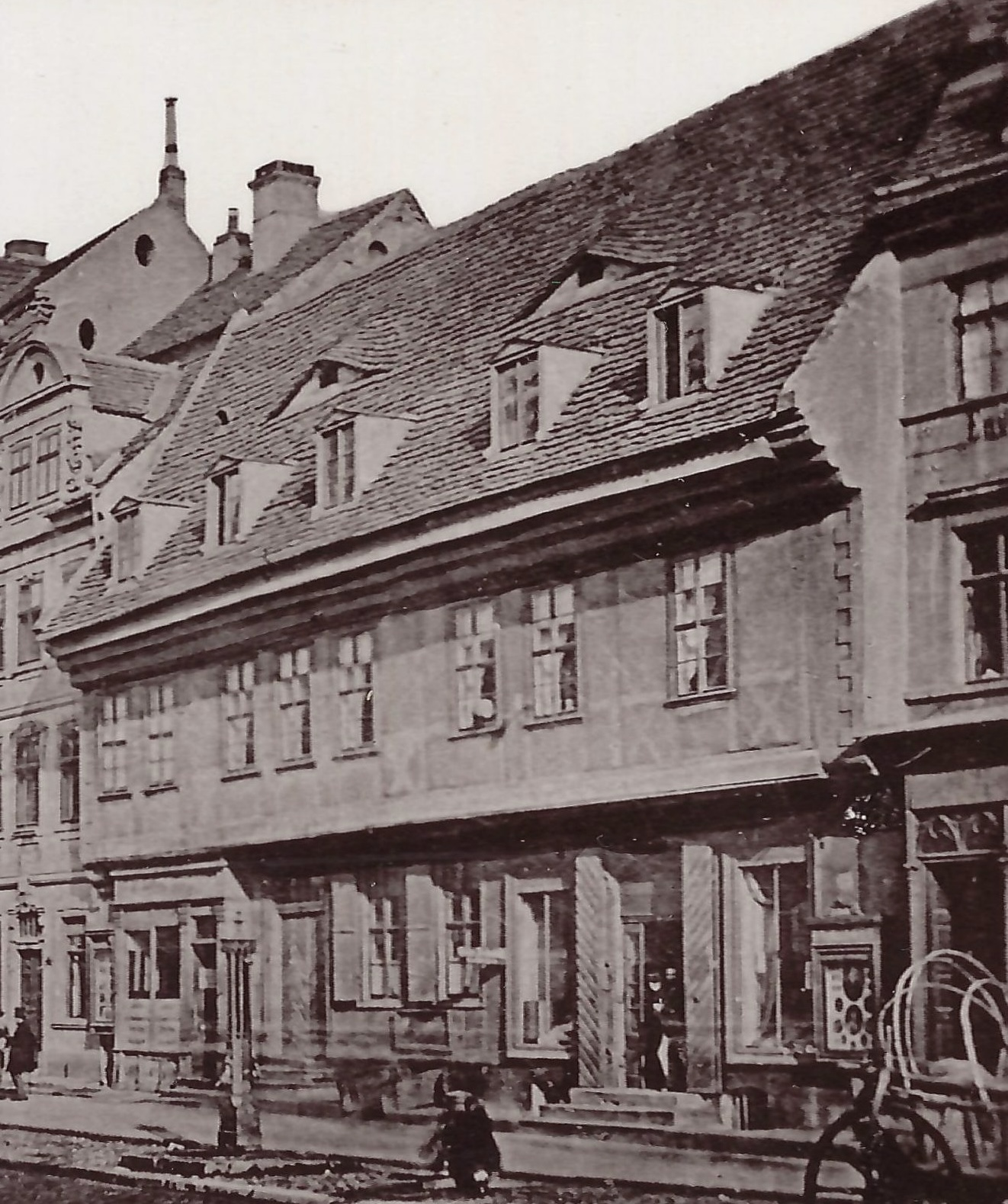
Haus Zur Lauenburg, vor 1872

Das Haus Zur Lauenburg war ein historisches Wohn- und Geschäftshaus in Magdeburg im heutigen Sachsen-Anhalt.

## Lage
Das Gebäude befand sich in der Magdeburger Altstadt auf der Ostseite des Breiten Wegs an der ehemaligen Adresse Breiter Weg 51, etwas südlich der Einmündung des Zugangs zum Alten Markt. Nördlich grenzte das Haus Zur goldenen Bibel an. Heute befindet sich der ehemalige Standort des Hauses etwas westlich vor dem Haus Breiter Weg 22.

## Geschichte und Architektur
Der Name Lauenburg, ursprünglich im Sinne von Löwenburg, geht auf eine Vielzahl steinerner Löwen und Löwenköpfe zurück, die sowohl außen als auch Innen im Haus als Verzierungen angebracht waren. Eine erste Erwähnung als Lowenburch ist aus dem Jahr 1468 überliefert. Das Gebäude wurde dann als Ratsschenke genutzt. Eine erste entsprechende Nennung liegt aus dem Jahr 1503 vor. 1562 gehörte die Louwenborch dem Kämmerer Valentin Rupitz (auch Valtin Rupitz). Bei der Zerstörung Magdeburgs im Jahr 1631 wurde auch dieses Gebäude zerstört. 1639 erfolgte der Wiederaufbau und Wiedereröffnung als Ratsschenke. In der Schilderung Gottfried Gengenbachs aus dem Jahr 1678 wurde erwähnt, dass in der Löwenburg viele ortsfremde Biere wie Breyhan, Duchsteine, Garley, Zerbster Bier aber auch Weine ausgeschenkt wurden. Von den Löwendarstellungen hatte sich ein Löwenkopf in der Küche erhalten. Schöne Stuben sollen sich sowohl unter der Erde als auch in der Höhe befunden haben. Zugänge bestanden sowohl vom Breiten Weg als auch von Osten von der Schuhbrücke her.
Im Jahr 1644 wurde Peter Schütze die Erlaubnis erteilt, im Haus zu wohnen. Sein eigenes Gebäude Breiter Weg 194 war zu diesem Zeitpunkt noch nicht wiederaufgebaut.
Auf einen Befehl der Regierung hin, musste die Stadt Magdeburg mehrere Gebäude, darunter auch die Lauenburg verkaufen. Im Jahr 1719 erwarb es für 4010 Taler der Weinhändler Adam Ulm. Zum Grundstück gehörten auch die Hinterhäuser Schuhbrücke 15 und 16.
Im Jahr 1803 gehörte das Haus einem Schmidt, 1845 wurde ein S. H. Schmidt und 1870 der Kaufmann Schmidt als Eigentümer genannt.
Das Gebäude war als zweigeschossiges Fachwerkhaus mit hohem Satteldach errichtet. Es stand etwas vor der Flucht der benachbarten, wohl später errichteten Gebäude. Das Obergeschoss kragte deutlich vor. Die Fassade war achtachsig angelegt. Im Erdgeschoss waren links und rechts Ladengeschäfte eingefügt.
Das Grundstück wurde dann zeitweise aufgeteilt. Südlich lag das Grundstück 51, nördlich davon die 51b, dann die 51a und schließlich die 52. 1872 wurde auf dem Grundstück durch Merzbach ein Neubau errichtet. Zeitgleich entstand auf dem Grundstück Breiter Weg 51b durch Kaufmann L. Steinthal ebenfalls ein neues Gebäude. Merzbach blieb bis 1908 Eigentümer der Nummer 51, während für die Nummer 51a ab 1894 Lange und Münzer als Eigentümer geführt wurden. 1907 gehörte die 51a dem Kaufmann Bernhard Münzer. Lange und Münzer gehörte ab 1909 das Haus Nummer 51.
Bereits ab 1906 gab es Pläne zu einem Umbau des Bereichs Breiter Weg 51/52 und Schuhbrücke 13 bis 17, die 1911/1912 dann durchgeführt wurden. 1914 gehörte der Komplex dem Kaufmann Bernhard Münzer, der in der Beethovenstraße 5 lebte. Im April 1919 wurden die Schaufensterscheiben bei Unruhen zerschossen.
1925 befand sich im Gebäude das Modewarenhaus Lange & Münzer, später, zumindest ab 1938, gehörte das Objekt der Modenhaus Horn AG. In den 1920er und 1930er Jahren wurden mehrere Umbauten vorgenommen.

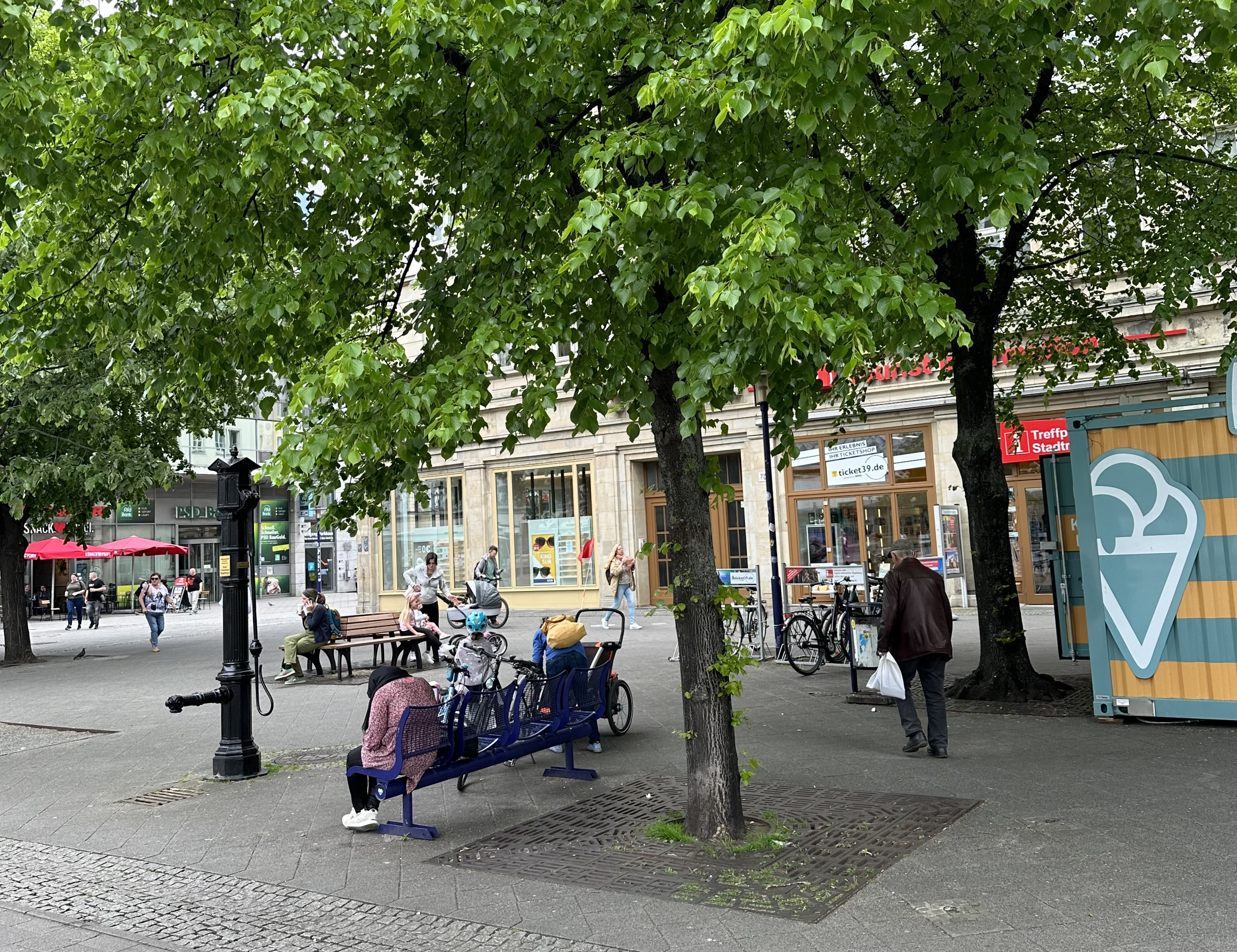
Blick auf den ehemaligen Standort im Jahr 2023, links der möglicherweise mit dem Bild von vor 1872 identische Standort einer Wasserpumpe

Während des Zweiten Weltkriegs wurde der Gebäudekomplex zerstört. Baufällige Teile wurden im November und Dezember 1948 gesprengt und sodann beseitigt. Hierfür fielen Kosten in Höhe von 940 DM an. Im Februar wurden Reste der Ruine abgerissen. In der Zeit der DDR entstand östlich der Wohnhausneubau Breiter Weg 22.

## Sage
Die Lauenburg wird in der Magdeburger Sage „Die silbernen Läuse“ erwähnt. In der Zeit als sich im Gebäude der Ratskeller befand, hätte sich danach hier der Bürgermeister Thomas Sültz mit einigen Ratsherren getroffen und sorgenvoll über das unseriöse Verhalten der Gebrüder Klönen ausgetauscht, deren Vormund Sültz kurz zuvor noch war. Die Gebrüder betraten dann mit einer Gruppe liederlicher Personen, lautstark lärmend den Ratskeller. Sie lärmten so laut, dass die Ratsherren schließlich das Lokal verließen und bestätigten so die Gerüchte über ihren Lebenswandel, der später in ihr Verderben führte.
Ein Thomas Sültze (niederdeutsch Sulte) war tatsächlich von 1575 bis 1599 Bürgermeister in Magdeburg, so dass die Sage sich vermutlich auf ihn und auf diese Zeit bezieht.